# The Heart of a Girl
The Heart of a Girl er en amerikansk stumfilm fra 1918 af John G. Adolfi.

## Medvirkende
- Barbara Castleton som Betty Lansing
- Irving Cummings som Brandon Kent
- Charles Wellesley som Francis Oakland
- Kate Lester som Mrs. Lansing
- Ricca Allen som Mrs. Ogden